# Западная армия (Япония)
Западная армия (яп. 西部軍) — территориально-административная структура японской императорской армии, отвечавшая за оборону и поддержание порядка на юго-западе Хонсю, острове Сикоку и архипелаге Рюкю.
Данная структура была создана 2 августа 1937 года под названием Западное оборонительное командование (яп. 西部防衛司令部), а 1 августа 1940 года была переименована в Западную армию. 1 февраля 1945 года она получила название Западный армейский район (яп. 西部軍管区), на её базе были развёрнуты 15-й и 16-й фронты.
После капитуляции Японии структуры Западной армии продолжали действовать ещё некоторое время, поддерживая порядок до прибытия оккупационных сил и осуществляя демобилизацию и роспуск Императорской армии.

## Список командного состава

### Командующие
|   | Имя                               | С               | По              |
| - | --------------------------------- | --------------- | --------------- |
| 1 | Генерал-лейтенант Томоо Кодама    | 2 августа 1937  | 15 июля 1938    |
| 2 | Генерал-лейтенант Макото Мацуи    | 15 июля 1938    | 9 марта 1940    |
| 3 | Генерал-лейтенант Сэйтаро Уэмура  | 9 марта 1940    | 10 апреля 1941  |
| 4 | Генерал Кэйсукэ Фудзиэ            | 10 апреля 1941  | 22 марта 1944   |
| 5 | Генерал Садаму Симомура           | 22 марта 1944   | 22 ноября 1944  |
| 6 | Генерал-лейтенант Исаму Ёкояма    | 22 ноября 1944  | 13 октября 1945 |
| 7 | Генерал-лейтенант Кандзи Нисихара | 13 октября 1945 | ноябрь 1945     |

### Начальники штаба
|   | Имя                               | С               | По              |
| - | --------------------------------- | --------------- | --------------- |
| 1 | Генерал-майор Тосинори Нагами     | 2 августа 1937  | 15 июля 1938    |
| 2 | Генерал-майор Тосихару Нисимура   | 15 июля 1938    | 9 марта 1940    |
| 3 | Генерал-лейтенант Кадзуо Иса      | 9 марта 1940    | 1 марта 1941    |
| 4 | Генерал-лейтенант Синносукэ Саса  | 1 марта 1941    | 22 декабря 1942 |
| 5 | Генерал-лейтенант Ватаро Ёсинака  | 22 декабря 1942 | 3 мая 1945      |
| 6 | Генерал-лейтенант Масадзуми Инада | 3 мая 1945      | 13 октября 1945 |